# الاماندا، اودیشا
الاماندا، اودیشا (به انگلیسی: Alamanda, Odisha) یک منطقهٔ مسکونی در هند است که در اوریسا واقع شده‌است.

## خصوصیات
الاماندا ۲۲۳ متر بالاتر از سطح دریا واقع شده‌است.